# 韦尔朗
韦尔朗（法語：Verlans，法語發音：[vɛʁlɑ̃]）是法国上索恩省的一个市镇，属于吕尔区。

## 地理
韦尔朗（47°34'18"N, 6°43'15"E）面积1.64 平方千米，位于法国勃艮第-弗朗什-孔泰大區上索恩省，该省份为法国东部内陆省份，北起顺时针与孚日省、贝尔福地区省、杜省、汝拉省、科多尔省和上马恩省接壤。
与韦尔朗接壤的市镇（或旧市镇、城区）包括：夸斯沃、莱尔、埃里库尔、特雷曼。

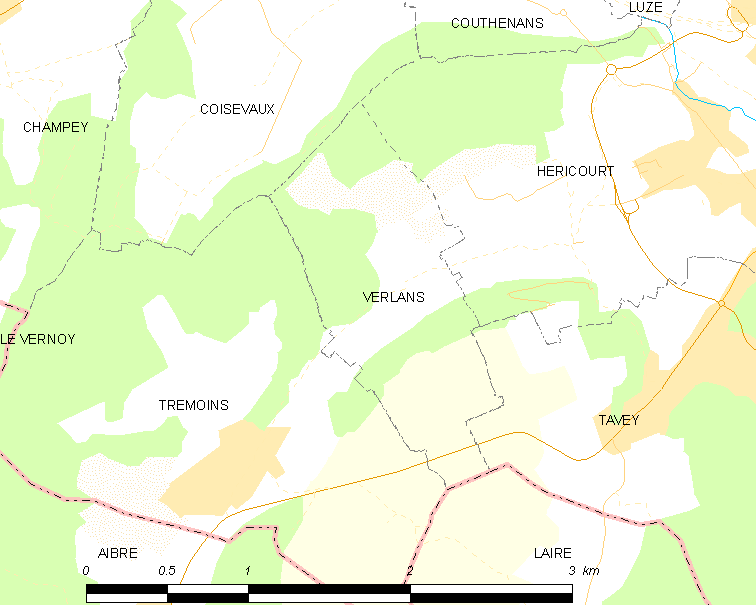
韦尔朗的OSM定位图

韦尔朗的时区为UTC+01:00、UTC+02:00（夏令时）。

## 行政
韦尔朗的邮政编码为70400，INSEE市镇编码为70547。

## 政治
韦尔朗所属的省级选区为埃里库尔第二县。

## 人口

1962-2008年间韦尔朗人口变化图示

韦尔朗于2022年1月1日时的人口数量为166人。